# Col de la Croix des Morts
Ne doit pas être confondu avec Col de la Croix de l'Homme Mort.
Le col de la Croix des Morts, à 899 m mais souvent indiqué à 898 m, est un col routier des Pyrénées dans le département de l'Ariège, sur la commune de Bélesta. Il constitue une ascension vers le plateau de Sault en traversant la forêt de Bélesta, réputée depuis des siècles pour ses sapins géants qui ont servi au XVIIe siècle pour les mâts de la Marine royale.

## Géographie

### Accès

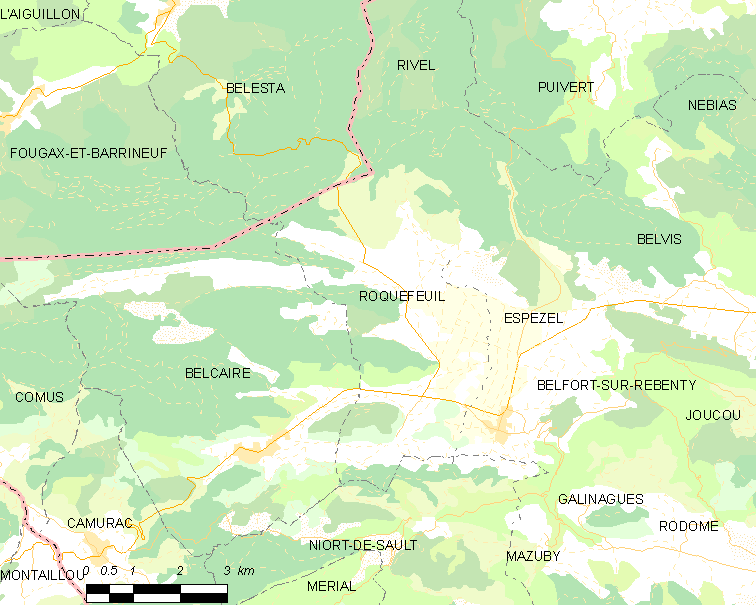
Carte de Bélesta et Roquefeuil.

Au sud de Bélesta, il faut prendre la D 16 qui traverse le col jusqu'à la limite avec le département de l'Aude. Depuis ce dernier, il convient de  prendre la D 29 depuis Belcaire, Roquefeuil ou Espezel.

### Topographie
La montée par la D 16 depuis Bélesta (vallée de l'Hers-Vif) est longue de 8,9 km avec un dénivelé de 405 m, soit une pente moyenne de 4,55 %.

## Histoire

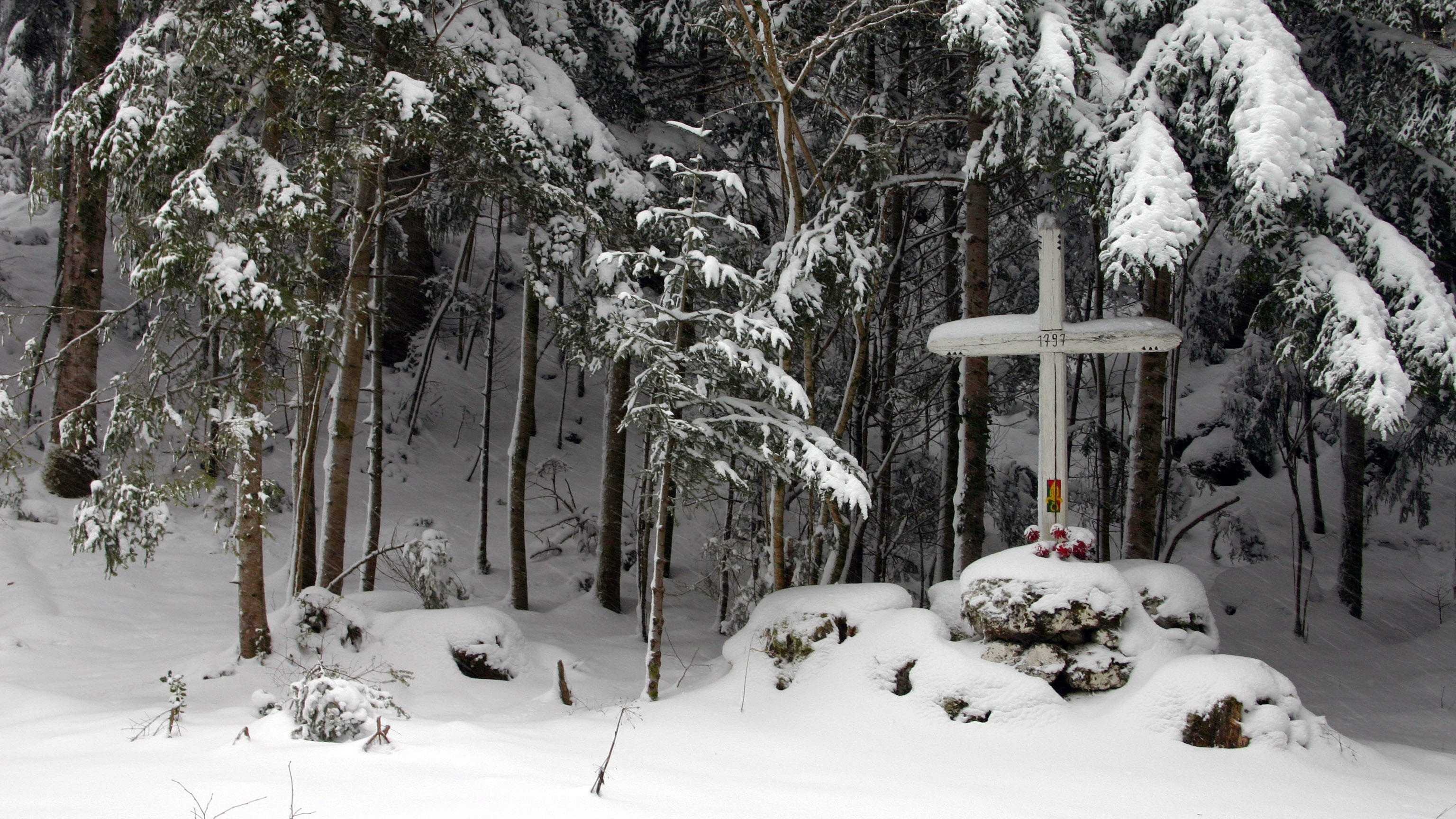
La croix des Morts sous la neige.

Selon une légende locale, en 1613, un riche marchand aragonais allant acheter des mules à la foire de Rivel fut assassiné par deux gardes. Leur crime fut découvert dix ans après et ils furent pendus : on entendait parfois leurs spectres gémir près du col.
Dans un hameau déserté en contrebas du col s'est dénouée une affaire criminelle qui a bouleversé cette partie de l'Ariège et de l'Aude. Les corps de Christophe Orsaz (46 ans) et de sa fille Célia (18 ans), victimes d'un assassinat en 2017, y ont été retrouvés le 12 juin 2018.

## Activités

### Cyclisme
Le col de la Croix des Morts, classé en 2e catégorie, est franchi lors de la 14e étape du Tour de France 2021 (Carcassonne-Quillan) à 110,3 km après le départ de Carcassonne, avec un passage en tête de Michael Woods.
Il est également souvent sur le parcours de la cyclosportive L'Ariégeoise lorsque le départ est prévu à Tarascon-sur-Ariège et l'arrivée au plateau de Beille.

### Randonnée
Au nord-ouest du col, sensiblement à la même altitude, près du hameau du Gélat, se trouve le gouffre des Corbeaux (42° 52′ 50″ N, 1° 57′ 22″ E) équipé d'une plate-forme d'observation permettant d'apprécier ses 60 mètres de profondeur apparente sur 184 m réels et un développement de 930 m.